# “青年大学习”网上主题团课
“青年大学习”网上主题团课是中国共产主义青年团中央委员会开展的一系列思想政治类网络课程，更新频率为一周一期，是“青年大学习”行动中的一个重要活动，主办方称该课程目的是为了引导中国青少年深入学习宣传贯彻习近平新时代中国特色社会主义思想和中国共产党第十九次全国代表大会精神。此课程使用HTML5技术制作，发布于微信公众号平台，以视频为主要形式开展课程，每期视频长度不超过15分钟，其中穿插有几道测试题来测试学习效果。有中国共产主义青年团团员表示，这种网络课程形式较为新颖，可以利用碎片化时间，很喜欢这种形式的团课。青年大学习也会邀请一些网络上的知名人物参加录制以吸引青年观看。但有学生表示，有些高校出现了强行摊派任务的现象，以至于强制要求学生上交学习截图，这样的执行过程不被这些学生理解。

## 集数列表
| 季数     | 季标题                                                                                        | 期数     | 期标题                                                                                   |
| -------- | --------------------------------------------------------------------------------------------- | -------- | ---------------------------------------------------------------------------------------- |
| 第一季   | 习近平同团中央 新一届领导班子成员集体谈话精神                                                 | 1        | 让广大青年敢于有梦、勇于追梦、勤于圆梦                                                   |
| 第一季   | 习近平同团中央 新一届领导班子成员集体谈话精神                                                 | 2        | 习近平总书记关于青年工作的重要思想                                                       |
| 第一季   | 习近平同团中央 新一届领导班子成员集体谈话精神                                                 | 3        | 习近平总书记对广大青年的期望和要求                                                       |
| 第一季   | 习近平同团中央 新一届领导班子成员集体谈话精神                                                 | 4        | 把培养社会主义建设者和接班人作为根本任务                                                 |
| 第一季   | 习近平同团中央 新一届领导班子成员集体谈话精神                                                 | 5        | 把巩固和扩大党执政的青年群众基础作为政治责任                                             |
| 第一季   | 习近平同团中央 新一届领导班子成员集体谈话精神                                                 | 6        | 把围绕中心服务大局作为工作主线                                                           |
| 第一季   | 习近平同团中央 新一届领导班子成员集体谈话精神                                                 | 7        | 持续推进共青团改革                                                                       |
| 第一季   | 习近平同团中央 新一届领导班子成员集体谈话精神                                                 | 8        | 切实落实从严治团要求                                                                     |
| 第一季   | 习近平同团中央 新一届领导班子成员集体谈话精神                                                 | 9        | 落实习近平总书记要求，严守《六条规定》                                                   |
| 第一季   | 习近平同团中央 新一届领导班子成员集体谈话精神                                                 | 10       | 各级党委要拿出极大精力抓青年工作、抓共青团工作                                           |
| 第二季   | 习近平新时代 中国特色社会主义思想中的“关键词”                                                 | 1        | 新时代                                                                                   |
| 第二季   | 习近平新时代 中国特色社会主义思想中的“关键词”                                                 | 2        | 四个自信                                                                                 |
| 第二季   | 习近平新时代 中国特色社会主义思想中的“关键词”                                                 | 3        | 四个意识                                                                                 |
| 第二季   | 习近平新时代 中国特色社会主义思想中的“关键词”                                                 | 4        | 我国社会主要矛盾                                                                         |
| 第二季   | 习近平新时代 中国特色社会主义思想中的“关键词”                                                 | 5        | 人民立场                                                                                 |
| 第二季   | 习近平新时代 中国特色社会主义思想中的“关键词”                                                 | 6        | 社会主义现代化强国                                                                       |
| 第二季   | 习近平新时代 中国特色社会主义思想中的“关键词”                                                 | 7        | 五位一体                                                                                 |
| 第二季   | 习近平新时代 中国特色社会主义思想中的“关键词”                                                 | 8        | 四个全面                                                                                 |
| 第二季   | 习近平新时代 中国特色社会主义思想中的“关键词”                                                 | 9        | 新发展理念                                                                               |
| 第三季   | 习近平总书记在庆祝 改革开放40周年大会上的重要讲话精神                                         | 1        | 四十年的光辉历程                                                                         |
| 第三季   | 习近平总书记在庆祝 改革开放40周年大会上的重要讲话精神                                         | 2        | 办好中国的事情 关键在党                                                                  |
| 第三季   | 习近平总书记在庆祝 改革开放40周年大会上的重要讲话精神                                         | 3        | 方向决定前途，道路决定命运                                                               |
| 第三季   | 习近平总书记在庆祝 改革开放40周年大会上的重要讲话精神                                         | 4        | 发展是硬道理 发展应该是科学发展和高质量发展                                              |
| 第三季   | 习近平总书记在庆祝 改革开放40周年大会上的重要讲话精神                                         | 5        | 伟大梦想是拼出来、干出来的                                                               |
| 第四季   | 习近平新时代中国特色社会主义思想中的 经济工作“关键词”                                         | 1        | 我国发展仍处于并将长期处于重要战略机遇期                                                 |
| 第四季   | 习近平新时代中国特色社会主义思想中的 经济工作“关键词”                                         | 2        | 坚持以供给侧结构性改革为主线                                                             |
| 第四季   | 习近平新时代中国特色社会主义思想中的 经济工作“关键词”                                         | 3        | 打好防范化解重大风险攻坚战                                                               |
| 第四季   | 习近平新时代中国特色社会主义思想中的 经济工作“关键词”                                         | 4        | 打好精准脱贫攻坚战                                                                       |
| 第四季   | 习近平新时代中国特色社会主义思想中的 经济工作“关键词”                                         | 5        | 打好污染防治攻坚战                                                                       |
| 第四季   | 习近平新时代中国特色社会主义思想中的 经济工作“关键词”                                         | 6        | 坚持稳中求进工作总基调                                                                   |
| 第四季   | 习近平新时代中国特色社会主义思想中的 经济工作“关键词”                                         | 7        | 坚持推动我国经济实现高质量发展                                                           |
| 第五季   | 习近平总书记关于纪念 五四运动100周年的重要讲话精神                                            | 1        | 牢记五四历史 传承五四精神                                                                |
| 第五季   | 习近平总书记关于纪念 五四运动100周年的重要讲话精神                                            | 2        | 五四运动的历史意义和时代价值                                                             |
| 第五季   | 习近平总书记关于纪念 五四运动100周年的重要讲话精神                                            | 3        | 新时代中国青年运动的光辉指南                                                             |
| 第五季   | 习近平总书记关于纪念 五四运动100周年的重要讲话精神                                            | 4        | 一场彻底反帝反封建的伟大爱国革命运动                                                     |
| 第五季   | 习近平总书记关于纪念 五四运动100周年的重要讲话精神                                            | 5        | 新时代中国青年要树立远大理想                                                             |
| 第五季   | 习近平总书记关于纪念 五四运动100周年的重要讲话精神                                            | 6        | 新时代中国青年要热爱伟大祖国                                                             |
| 第五季   | 习近平总书记关于纪念 五四运动100周年的重要讲话精神                                            | 7        | 新时代中国青年要担当时代责任                                                             |
| 第五季   | 习近平总书记关于纪念 五四运动100周年的重要讲话精神                                            | 8        | 新时代中国青年要勇于砥砺奋斗                                                             |
| 第五季   | 习近平总书记关于纪念 五四运动100周年的重要讲话精神                                            | 9        | 新时代中国青年要练就过硬本领                                                             |
| 第五季   | 习近平总书记关于纪念 五四运动100周年的重要讲话精神                                            | 10       | 新时代中国青年要锤炼品德修为                                                             |
| 第五季   | 习近平总书记关于纪念 五四运动100周年的重要讲话精神                                            | 11       | 用极大力量做好青年工作                                                                   |
| 第五季   | 习近平总书记关于纪念 五四运动100周年的重要讲话精神                                            | 12       | 党旗所指就是团旗所向                                                                     |
| 第六季   | 不忘初心、牢记使命                                                                            | 1        | 中国共产党人的初心和使命                                                                 |
| 第六季   | 不忘初心、牢记使命                                                                            | 2        | 不忘初心、牢记使命                                                                       |
| 第六季   | 不忘初心、牢记使命                                                                            | 3        | 牢记初心使命，推进自我革命                                                               |
| 第六季   | 不忘初心、牢记使命                                                                            | 4        | 庆祝新中国成立70周年特辑                                                                 |
| 第六季   | 不忘初心、牢记使命                                                                            | 5        | 广大团员青年坚定跟党走，就是初心                                                         |
| 第七季   | 习近平总书记关于“坚持和完善中国特色社会主义制度、 推进国家治理体系和治理能力现代化”的重要论述 | 1        | 中国特色社会主义国家制度和法律制度                                                       |
| 第七季   | 习近平总书记关于“坚持和完善中国特色社会主义制度、 推进国家治理体系和治理能力现代化”的重要论述 | 2        | 中国特色社会主义国家制度和法律制度的优势                                                 |
| 第七季   | 习近平总书记关于“坚持和完善中国特色社会主义制度、 推进国家治理体系和治理能力现代化”的重要论述 | 3        | 推进国家治理体系和治理能力现代化                                                         |
| 第七季   | 习近平总书记关于“坚持和完善中国特色社会主义制度、 推进国家治理体系和治理能力现代化”的重要论述 | 4        | 全面推进依法治国                                                                         |
| 第七季   | 习近平总书记关于“坚持和完善中国特色社会主义制度、 推进国家治理体系和治理能力现代化”的重要论述 | 5        | 中国特色社会主义行政体制                                                                 |
| 第七季   | 习近平总书记关于“坚持和完善中国特色社会主义制度、 推进国家治理体系和治理能力现代化”的重要论述 | 6        | 社会主义基本经济制度                                                                     |
| 第七季   | 习近平总书记关于“坚持和完善中国特色社会主义制度、 推进国家治理体系和治理能力现代化”的重要论述 | 7        | 社会主义先进文化                                                                         |
| 第七季   | 习近平总书记关于“坚持和完善中国特色社会主义制度、 推进国家治理体系和治理能力现代化”的重要论述 | 8        | 建设社会治理共同体                                                                       |
| 第八季   | 防控新型冠状病毒肺炎疫情特辑                                                                  | 1        | 坚决打赢疫情防控阻击战                                                                   |
| 第八季   | 防控新型冠状病毒肺炎疫情特辑                                                                  | 2        | 疫情防控的人民战争                                                                       |
| 第八季   | 防控新型冠状病毒肺炎疫情特辑                                                                  | 3        | 青春共筑防疫长城                                                                         |
| 第八季   | 防控新型冠状病毒肺炎疫情特辑                                                                  | 4        | 统筹推进疫情防控和经济社会发展                                                           |
| 第八季   | 防控新型冠状病毒肺炎疫情特辑                                                                  | 5        | 在疫情防控中体现负责任大国担当                                                           |
| 第八季   | 防控新型冠状病毒肺炎疫情特辑                                                                  | 6        | 凝心聚力打赢脱贫攻坚战                                                                   |
| 第八季   | 防控新型冠状病毒肺炎疫情特辑                                                                  | 7        | 新时代的中国青年是好样的                                                                 |
| 第八季   | 防控新型冠状病毒肺炎疫情特辑                                                                  | 8        | 坚决打好新冠肺炎疫情防控全球阻击战                                                       |
| 第八季   | 防控新型冠状病毒肺炎疫情特辑                                                                  | 9        | 为打赢疫情防控阻击战提供科技支撑                                                         |
| 第八季   | 防控新型冠状病毒肺炎疫情特辑                                                                  | 10       | 落实常态化疫情防控举措全面推进复工复产工作                                               |
| 第八季   | 防控新型冠状病毒肺炎疫情特辑                                                                  | 电子书   | 学习习近平总书记关于新冠肺炎疫情防控的系列重要讲话精神                                   |
| 第九季   | 制度自信                                                                                      | 五四特辑 | 让青春在党和人民最需要的地方绽放                                                         |
| 第九季   | 制度自信                                                                                      | 1        | 党的集中统一领导是中国特色社会主义制度的最大优势                                         |
| 第九季   | 制度自信                                                                                      | 2        | 人民当家作主是社会主义民主政治的本质和核心                                               |
| 第九季   | 制度自信                                                                                      | 3        | 全面依法治国是中国特色社会主义的本质要求和重要保障                                       |
| 第九季   | 制度自信                                                                                      | 4        | “集中力量办大事”是我们成就事业的重要法宝                                                 |
| 第九季   | 制度自信                                                                                      | 5        | 各民族要像石榴籽那样紧紧抱在一起                                                         |
| 第九季   | 制度自信                                                                                      | 6        | 社会主义基本经济制度是党和人民的伟大创造                                                 |
| 第九季   | 制度自信                                                                                      | 7        | 文化自信是一个国家、一个民族发展中更基本、更深沉、更持久的力量                           |
| 第九季   | 制度自信                                                                                      | 8        | 人民对美好生活的向往就是我们的奋斗目标                                                   |
| 第九季   | 制度自信                                                                                      | 9        | 使社会始终充满生机活力                                                                   |
| 第九季   | 制度自信                                                                                      | 特辑     | 心有所信，方能行远                                                                       |
| 第九季   | 制度自信                                                                                      | 10       | 聚天下英才而用之                                                                         |
| 第九季   | 制度自信                                                                                      | 11       | 坚持党指挥枪                                                                             |
| 第九季   | 制度自信                                                                                      | 12       | “一国两制”是完全行得通、办得到、得人心的                                                 |
| 第九季   | 制度自信                                                                                      | 13       | 构建人类命运共同体                                                                       |
| 第十季   | 打赢脱贫攻坚战                                                                                | 1        | 贫穷不是社会主义                                                                         |
| 第十季   | 打赢脱贫攻坚战                                                                                | 2        | 党的领导是打赢脱贫攻坚战的根本保证                                                       |
| 第十季   | 打赢脱贫攻坚战                                                                                | 3        | 困难群众是总书记最牵挂的人                                                               |
| 第十季   | 打赢脱贫攻坚战                                                                                | 特辑     | 纪念中国人民志愿军抗美援朝出国作战70周年                                                 |
| 第十季   | 打赢脱贫攻坚战                                                                                | 4        | 全面建成小康社会，一个都不能少                                                           |
| 第十季   | 打赢脱贫攻坚战                                                                                | 特辑     | 学习党的十九届五中全会精神                                                               |
| 第十季   | 打赢脱贫攻坚战                                                                                | 5        | 贵在精准，重在精准，成败之举在于精准                                                     |
| 第十季   | 打赢脱贫攻坚战                                                                                | 特辑     | “十四五”与青年                                                                           |
| 第十季   | 打赢脱贫攻坚战                                                                                | 特辑     | 最鲜活的现实明证，最生动的实践写照                                                       |
| 第十季   | 打赢脱贫攻坚战                                                                                | 6        | 致富不致富，关键看干部                                                                   |
| 第十季   | 打赢脱贫攻坚战                                                                                | 7        | 绿水青山就是金山银山                                                                     |
| 第十季   | 打赢脱贫攻坚战                                                                                | 8        | 坚持从严要求，促进真抓实干                                                               |
| 第十季   | 打赢脱贫攻坚战                                                                                | 9        | 脱贫致富终究要靠贫穷群众用自己的辛勤劳动来实现                                           |
| 第十季   | 打赢脱贫攻坚战                                                                                | 10       | 人类历史上的伟大壮举                                                                     |
| 第十一季 | 庆祝中国共产党成立100周年                                                                     | 1        | 开天辟地的大事变                                                                         |
| 第十一季 | 庆祝中国共产党成立100周年                                                                     | 2        | 打到列强除军阀                                                                           |
| 第十一季 | 庆祝中国共产党成立100周年                                                                     | 3        | 星星之火可以燎原                                                                         |
| 第十一季 | 庆祝中国共产党成立100周年                                                                     | 4        | 伟大的长征                                                                               |
| 第十一季 | 庆祝中国共产党成立100周年                                                                     | 5        | 全民族抗战的中流砥柱                                                                     |
| 第十一季 | 庆祝中国共产党成立100周年                                                                     | 6        | 加强党的建设，开展整风运动                                                               |
| 第十一季 | 庆祝中国共产党成立100周年                                                                     | 7        | 一切为了新中国，一切为了人民                                                             |
| 第十一季 | 庆祝中国共产党成立100周年                                                                     | 8        | 中国人民从此站立起来了                                                                   |
| 第十一季 | 庆祝中国共产党成立100周年                                                                     | 9        | 抗美援朝 保家卫国                                                                        |
| 第十一季 | 庆祝中国共产党成立100周年                                                                     | 10       | 社会主义好                                                                               |
| 第十一季 | 庆祝中国共产党成立100周年                                                                     | 11       | 党对中国社会主义建设道路的探索                                                           |
| 第十一季 | 庆祝中国共产党成立100周年                                                                     | 12       | 伟大的历史转折                                                                           |
| 第十一季 | 庆祝中国共产党成立100周年                                                                     | 13       | 中国特色社会主义阔步向前                                                                 |
| 第十一季 | 庆祝中国共产党成立100周年                                                                     | 14       | 在新形势下坚持和发展中国特色社会主义                                                     |
| 第十一季 | 庆祝中国共产党成立100周年                                                                     | 15       | 中华民族近代以来最伟大的梦想                                                             |
| 第十一季 | 庆祝中国共产党成立100周年                                                                     | 特辑     | 学习习近平总书记在庆祝中国共产党 成立100周年大会上的重要讲话                             |
| 第十一季 | 庆祝中国共产党成立100周年                                                                     | 17       | 打铁还需自身硬                                                                           |
| 第十一季 | 庆祝中国共产党成立100周年                                                                     | 18       | 踏平坎坷成大道，斗罢艰险又出发                                                           |
| 第十一季 | 庆祝中国共产党成立100周年                                                                     | 19       | 迈向中华民族伟大复兴的关键一步                                                           |
| 第十一季 | 庆祝中国共产党成立100周年                                                                     | 20       | 不负时代，不负韶华，不负党和人民的殷切期望！                                             |
| 第十二季 | 学习习近平总书记在庆祝中国共产党 成立100周年大会上的重要讲话精神                              | 1        | 新时代是奋斗者的时代                                                                     |
| 第十二季 | 学习习近平总书记在庆祝中国共产党 成立100周年大会上的重要讲话精神                              | 2        | 中华民族几千年历史上最恢宏的史诗                                                         |
| 第十二季 | 学习习近平总书记在庆祝中国共产党 成立100周年大会上的重要讲话精神                              | 3        | 在中华大地上全面建成小康社会                                                             |
| 第十二季 | 学习习近平总书记在庆祝中国共产党 成立100周年大会上的重要讲话精神                              | 4        | 伟大的建党精神                                                                           |
| 第十二季 | 学习习近平总书记在庆祝中国共产党 成立100周年大会上的重要讲话精神                              | 5        | 办好中国的事情，关键在党                                                                 |
| 第十二季 | 学习习近平总书记在庆祝中国共产党 成立100周年大会上的重要讲话精神                              | 6        | 江山就是人民，人民就是江山                                                               |
| 第十二季 | 学习习近平总书记在庆祝中国共产党 成立100周年大会上的重要讲话精神                              | 7        | 归根到底是因为马克思主义行                                                               |
| 第十二季 | 学习习近平总书记在庆祝中国共产党 成立100周年大会上的重要讲话精神                              | 8        | 进行具有许多新的历史特点的伟大斗争                                                       |
| 第十二季 | 学习习近平总书记在庆祝中国共产党 成立100周年大会上的重要讲话精神                              | 特辑     | 学习党的十九届六中全会精神                                                               |
| 第十二季 | 学习习近平总书记在庆祝中国共产党 成立100周年大会上的重要讲话精神                              | 9        | 习近平生态文明思想的生动实践                                                             |
| 第十二季 | 学习习近平总书记在庆祝中国共产党 成立100周年大会上的重要讲话精神                              | 10       | 加强中华儿女大团结                                                                       |
| 第十二季 | 学习习近平总书记在庆祝中国共产党 成立100周年大会上的重要讲话精神                              | 11       | 坚持和发展中国特色社会主义                                                               |
| 第十二季 | 学习习近平总书记在庆祝中国共产党 成立100周年大会上的重要讲话精神                              | 12       | 党百年奋斗的重大成就和历史意义                                                           |
| 第十二季 | 学习习近平总书记在庆祝中国共产党 成立100周年大会上的重要讲话精神                              | 13       | 党百年奋斗的历史经验                                                                     |
| 第十三季 | 党领导百年中国青年运动的 重大成就和历史经验                                                   | 1        | 习近平总书记引领新时代中国青年运动蓬勃发展                                               |
| 第十三季 | 党领导百年中国青年运动的 重大成就和历史经验                                                   | 2        | 紧跟着中国共产党打破一个旧世界                                                           |
| 第十三季 | 党领导百年中国青年运动的 重大成就和历史经验                                                   | 3        | 把青春献给祖国                                                                           |
| 第十三季 | 党领导百年中国青年运动的 重大成就和历史经验                                                   | 4        | 争做改革开放的“弄潮儿”                                                                   |
| 第十三季 | 党领导百年中国青年运动的 重大成就和历史经验                                                   | 5        | 在新时代谱写青年运动新篇章                                                               |
| 第十三季 | 党领导百年中国青年运动的 重大成就和历史经验                                                   | 6        | 建团百年特别版 探秘“中国青年运动历史展览馆”                                              |
| 第十三季 | 党领导百年中国青年运动的 重大成就和历史经验                                                   | 特辑     | 学习习近平总书记在庆祝中国共产主义青年团 建立100周年大会上的重要讲话精神                 |
| 第十三季 | 党领导百年中国青年运动的 重大成就和历史经验                                                   | 特辑     | 学习习近平总书记在庆祝中国共产主义青年团 建立100周年大会上的重要讲话精神主题云团课       |
| 第十四季 | 总书记和青年朋友们                                                                            | 1        | 学习习近平总书记考察中国政法大学时重要讲话精神                                           |
| 第十四季 | 总书记和青年朋友们                                                                            | 2        | 学习习近平总书记 给“国际青年领袖对话”项目青年外籍代表回信精神                            |
| 第十四季 | 总书记和青年朋友们                                                                            | 3        | 学习习近平总书记 给北京大学援鄂医疗队全体“90后”党员的回信精神                            |
| 第十四季 | 总书记和青年朋友们                                                                            | 4        | 学习习近平总书记考察清华大学时重要讲话精神                                               |
| 第十四季 | 总书记和青年朋友们                                                                            | 5        | 学习习近平总书记给中国石油大学（北京） 克拉玛依校区毕业生的回信精神                      |
| 第十四季 | 总书记和青年朋友们                                                                            | 6        | 学习习近平总书记考察湖南大学时重要讲话精神                                               |
| 第十四季 | 总书记和青年朋友们                                                                            | 7        | 学习习近平总书记考察内蒙古大学重要讲话精神                                               |
| 第十四季 | 总书记和青年朋友们                                                                            | 8        | 向我国老一辈杰出科学家学习                                                               |
| 第十四季 | 总书记和青年朋友们                                                                            | 9        | 学习习近平总书记给南京大学留学归国青年学者 的重要回信精神                                |
| 第十四季 | 总书记和青年朋友们                                                                            | 10       | 学习习近平总书记给中国航空工业集团 沈飞“罗阳青年突击队”队员们的回信精神                  |
| 第十四季 | 总书记和青年朋友们                                                                            | 11       | 学习习近平总书记给华中农业大学 “本禹志愿服务队”的回信精神                                |
| 第十四季 | 总书记和青年朋友们                                                                            | 12       | 学习习近平总书记考察中国人民大学时重要讲话精神                                           |
| 第十四季 | 总书记和青年朋友们                                                                            | 13       | 学习习近平总书记给第三届中国“互联网+” 大学生创新创业大赛“青年红色筑梦之旅”大学生回信精神 |
| 第十四季 | 总书记和青年朋友们                                                                            | 14       | 学习习近平总书记视察暨南大学时重要讲话精神                                               |
| 第十四季 | 总书记和青年朋友们                                                                            | 15       | 学习习近平总书记给复旦大学 《共产党宣言》展示馆党员志愿服务队全体队员回信精神            |
| 第十四季 | 总书记和青年朋友们                                                                            | 16       | 学习习近平总书记给南开大学8名新入伍大学生回信精神                                        |
| 第十四季 | 总书记和青年朋友们                                                                            | 17       | 学习习近平总书记考察西安交通大学时重要讲话精神                                           |
| 第十四季 | 总书记和青年朋友们                                                                            | 18       | 学习习近平总书记考察闽江学院重要讲话精神                                                 |
| 第十四季 | 总书记和青年朋友们                                                                            | 19       | 学习习近平总书记给中国冰雪健儿的回信                                                     |
| 第十四季 | 总书记和青年朋友们                                                                            | 20       | 习近平总书记和粤港澳青年在一起                                                           |
| 第十四季 | 总书记和青年朋友们                                                                            | 21       | 在全面建设社会主义现代化国家的火热实践中绽放青春之花                                     |
| 第十四季 | 总书记和青年朋友们                                                                            | 22       | 学习习近平总书记给中国农业大学科技小院学生重要回信精神                                   |
| 第十四季 | 总书记和青年朋友们                                                                            | 23       | 学习习近平总书记给北京师范大学 “优师计划”师范生的回信精神                                |
| 第十四季 | 总书记和青年朋友们                                                                            | 24       | 学习习近平总书记给中国石油大学（北京） 中亚留学生的复信精神                              |
| 第十四季 | 总书记和青年朋友们                                                                            | 25       | 学习习近平总书记考察新疆大学时重要讲话精神                                               |
| 第十四季 | 总书记和青年朋友们                                                                            | 26       | 在强国建设、民族复兴伟业中勇当先锋队、突击队                                             |
| 第十五季 | 学习宣传贯彻党的二十大精神                                                                    | 1        | 中国共产党第二十次全国代表大会在京开幕                                                   |
| 第十五季 | 学习宣传贯彻党的二十大精神                                                                    | 2        | 学习宣传贯彻党的二十大精神                                                               |
| 第十五季 | 学习宣传贯彻党的二十大精神                                                                    | 3        | 肩负起伟大新征程上的青春使命                                                             |
| 第十五季 | 学习宣传贯彻党的二十大精神                                                                    | 4        | 深刻把握新时代十大伟大变革的里程碑意义                                                   |
| 第十五季 | 学习宣传贯彻党的二十大精神                                                                    | 5        | 以中国式现代化全面推进中华民族伟大复兴                                                   |
| 第十五季 | 学习宣传贯彻党的二十大精神                                                                    | 6        | 开辟马克思主义中国化现代化新境界                                                         |
| 第十五季 | 学习宣传贯彻党的二十大精神                                                                    | 7        | 不断夺取全面建设社会主义现代化国家新胜利                                                 |
| 第十五季 | 学习宣传贯彻党的二十大精神                                                                    | 8        | 以党的自我革命引领社会革命                                                               |
| 第十五季 | 学习宣传贯彻党的二十大精神                                                                    | 9        | 立志做有理想、敢担当、能吃苦、肯奋斗的新时代好青年                                       |
| 第十六季 | 团员和青年主题教育特辑                                                                        | 1        | 思想旗帜                                                                                 |
| 第十六季 | 团员和青年主题教育特辑                                                                        | 2        | 坚强核心                                                                                 |
| 第十六季 | 团员和青年主题教育特辑                                                                        | 3        | 强国复兴                                                                                 |
| 第十六季 | 团员和青年主题教育特辑                                                                        | 4        | 挺膺担当                                                                                 |
| 第十七季 | 青春为中国式现代化挺膺担当                                                                    | 1        | 青春为中国式现代化挺膺担当（经济发展篇）                                                 |

## 相关作品
2019年3月，华中科技大学爱好音乐的学生俞前辉和丁艾夫联合创作了说唱音乐视频追梦青年。这首说唱歌曲以「青年大学习」网上主题团课为创作主题，介绍了华中科技大学的学生参与「青年大学习」网上主题团课的热情以及对中国梦的展望。

## 争议
青年大学习引发了中国大陆网民的大量讨论。iPhone可以拉动视频进度条来“快速学习”，这一发现被分享到社交网络上后迅速走红。
2019 年 4 月，共青团中央官方微信公众号撰文表示：“青年大学习并非强制性活动，即使是对于共青团员，各级团组织也应当采取鼓励和动员的方式，而不应采取强制摊派的方式。”然而，该公众号在之前的推送文章中也提到：团中央在组织共青团政治学习方面煞费苦心，“每一期团课的制作，都要站在团员的立场上去思考，反复修改、反复拍摄，力求每一期都有创新，生怕团员们‘审美疲劳’”，“如果这样，连 3 分钟的学习都坚持不下来，那可能是思想问题吧？！”共青团中央一位分管文化产品的负责人承认他们也了解基层粗暴收截图的做法。
根据《中国青年报》报道，青年大学习的制作流程相对细密和科学，需要团队提前准备文案、封面、题板和拍摄工作，并进行剪辑。然后他们组成一个测试群，邀请团员充当质检员，确保内容没有问题后才发布。这种制作流程被认为是中国共青团近年来宣传策略的一种体现。然而，一些受访者对这种尝试持保留意见，认为虽然形式上有所改变，但实质内容并没有改变。一位受访者表示，"青年大学习"的内容过于普通，与他们在学校学到的知识差别不大。还有人认为，掌握话语权的人仍然在自顾自地讲大道理，内容流于表面。
一位教授指出，青年大学习背后的执行表现表明，在习近平治下，中央权力更为集中，中央的政治意志更能在地方得到贯彻。他认为，习政府认为如果不占领校园意识形态阵地，就会被别人占领，从而影响政权稳定。他也表示，参与这类学习的人大多明白这是宣传活动，并不意味着中国学生就会变得消极和缺乏主动思考。纽约州立大学奥尔巴尼分校政治学教授陈澄表示，“大部分人参加这类学习的时候也知道这些就是宣传”。